# Голенищеве (Кам'янець-Подільський район)
Голени́щеве — село в Україні, у Закупненській селищній громаді Кам'янець-Подільського району Хмельницької області.

## Географія
Голенищеве розташоване на лівому березі Збруча, а на протилежній стороні росте ліс, за 70 кілометрів автодорогами від міста Кам'янець-Подільський.

### Клімат
Село знаходяться в межах вологого континентального клімату із теплим літом.

## Історія села
Перша документальна згадка про Голенищеве належить до 1493 року. 
До Голенищевого належать два  села — Жорнівка і Германівка. Вони вважаються присілками, які виникли в позаминулому столітті. В Жорнівці в 1820 році нараховувалось 65 селян, які належали голенищевському поміщикові. Поселення Германівка засноване близько 1810 року одним з його власників Германом Лангом, звідки й походить його назва. Германівка заселилася «шляхтою», колишніми одновірцями, які перейшли сюди із сіл Кугаївці та Андріївка.
На північ від сіл Жорнівка і Германівка на межі голенищівських та іванковецьких земель, у лісі, біля річки знаходиться урочище, яке називається «Княже замчисько». До наших днів тут зберігся великий земляний вал, що охоплює кілька десятин лісу. Недалеко від нього з північного боку піднімається конусоподібна гора, яка називається в народі «Звенигорою». Тут же з-під землі б'є потужне джерело цілющої води. За народними переказами тут знаходилося легендарне місто Звенигород, яке згадується в історії у Х-ХІ століттях, у числі володінь руських князів. Місто займало 15-гектарну площу, мало міцні мури, але попри це, воно було зруйновано, ймовірно, половцями. І лише уламки посуду, знаряддя праці мужніх захисників Звенигорода, перекази та легенди розповідають нам про ті важки часи.
Село Голенищів
- За адмін.поділом 16 ст. Кам'янецький повіт 16 ст.
- За адмін.поділом 19 ст. Кам'янецький повіт 19 ст.. (Згідно сповідної відомості 1819р. [1] в селі проживало 407 людей та було 60 дворів)
- За адмін.поділом 20 ст. Чемеровецький район
- За адмін. поділом 2020р. Кам'янець-Подільський район

Герб Української Народної Республіки

В ніч з 25 на 26 жовтня 1921 р. під час Листопадового рейду розвідча чота (командир Павло Сумароків) Подільської групи Армії Української Народної Республіки розгромила у Голенищеві заставу прикордонної варти московських військ. У полон було захоплено 3-х комісарів (з них одна жінка), 13 вояків, а також здобуто 2 скоростріли «Максим», 14 коней, бричку і тачанку з кіньми.
Внаслідок поразки визвольних змагань на початку XX століття, село надовго окуповане російсько-більшовицькими загарбниками.
Радянська окупація принесла колективізацію та розкуркулення, мешканці села зазнали репресій. Багатьох частинах Поділля відбувались масові селянські повстання, проти радянської влади.
В 1932–1933 селяни села пережили Голодомор.
В роки Великого терору 1936-1937 було вбито чимало осіб різних національностей і професій, багато людей було виселено як сім'ї «ворогів народу».
По закінченню Другої світової війни у 1946—1947 роках мешканці села вчергове пережили голод.
З 1991 року в складі незалежної України.
12 червня 2020 року шляхом об'єднання сільських рад, село увійшло до складу Закупненської селищної громади. Об'єднання в громаду має створити умови для формування ефективної і відповідальної місцевої влади, яка зможе забезпечити комфортне та безпечне середовище для проживання людей.
17 липня 2020 року, в результаті адміністративно-територіальної реформи та ліквідації Чемеровецького району, село увійшло до складу Кам'янець-Подільського району.

### Легенди
Поблизу Звенигори — урочище Дівич, що омивається з трьох боків руслом річки. Легенда розповідає, що в давнину тут стояв замок, що належав молодій вродливій княжні. Сусідніми землями володів сильний і страшний чарівник. Він перемагав і руйнував очима все, на щоб не звертав погляд. Але природа зробила деяку застережність: вії у чарівника були закриті, за що його прозвали Баняком. Чарівник сам не міг відкрити очі. У цьому йому допомагали два помічники. Ставши за його спиною (щоб не зустріти страшного погляду), вони підпирали вії Баняка золотими підпірками. Почувши про прекрасну сусідку, чарівник відправив до неї своїх посланців, щоб запропонувати княжні вийти за нього заміж. Коли та відмовила, Баняк послав на замок вояків. Проте нічого вони не змогли вдіяти, бо там було достатньо їжі і джерельної води. Тоді до замку прибув сам чарівник. Помічники підняли його вії — і від страшного погляду впали стіни замку. Дружина баняка перебила воїнів і всіх жителів Дівича. З тих пір, зазначає письменник В. І. Даль, який записав цю легенду, долина ця зветься Дівич.

## Населення
Населення становить 398 осіб станом на 2001 рік.

### Мова
У селі поширені західноподільська говірка та південноподільська говірка, що відносяться до подільського говору, який належить до південно-західного наріччя.
100 % населення вказало своєю рідною мовою українську мову.

## Пам'ятки природи
На схід від села підноситься унікальна пам'ятка природи товтра Велика Бугаїха — найвища географічна точка Хмельниччини, висотою 400,6 метрів над рівнем моря. Село лежить у межах національного природного парку «Подільські Товтри».

## Світлини

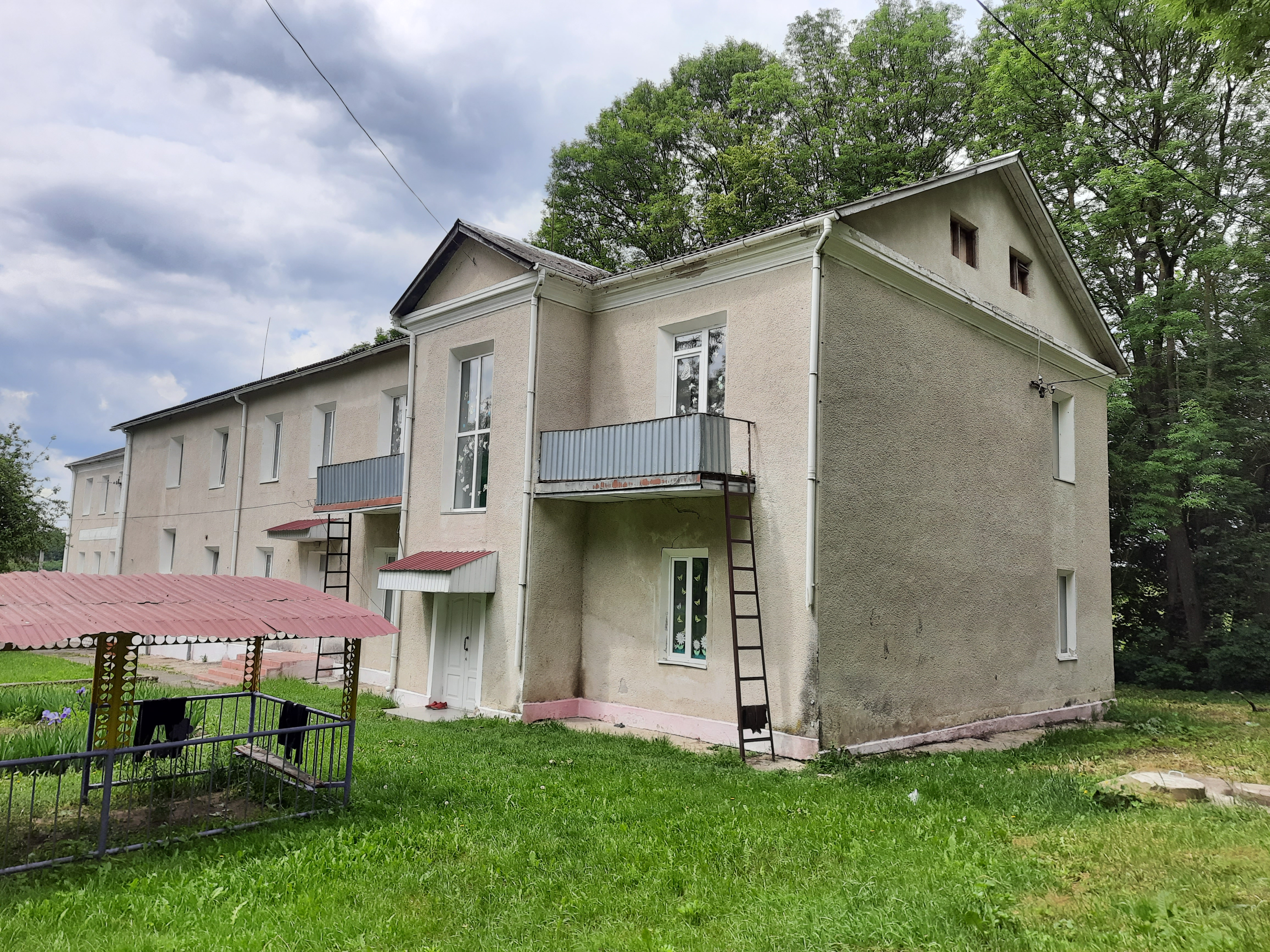
Школа-інтернат
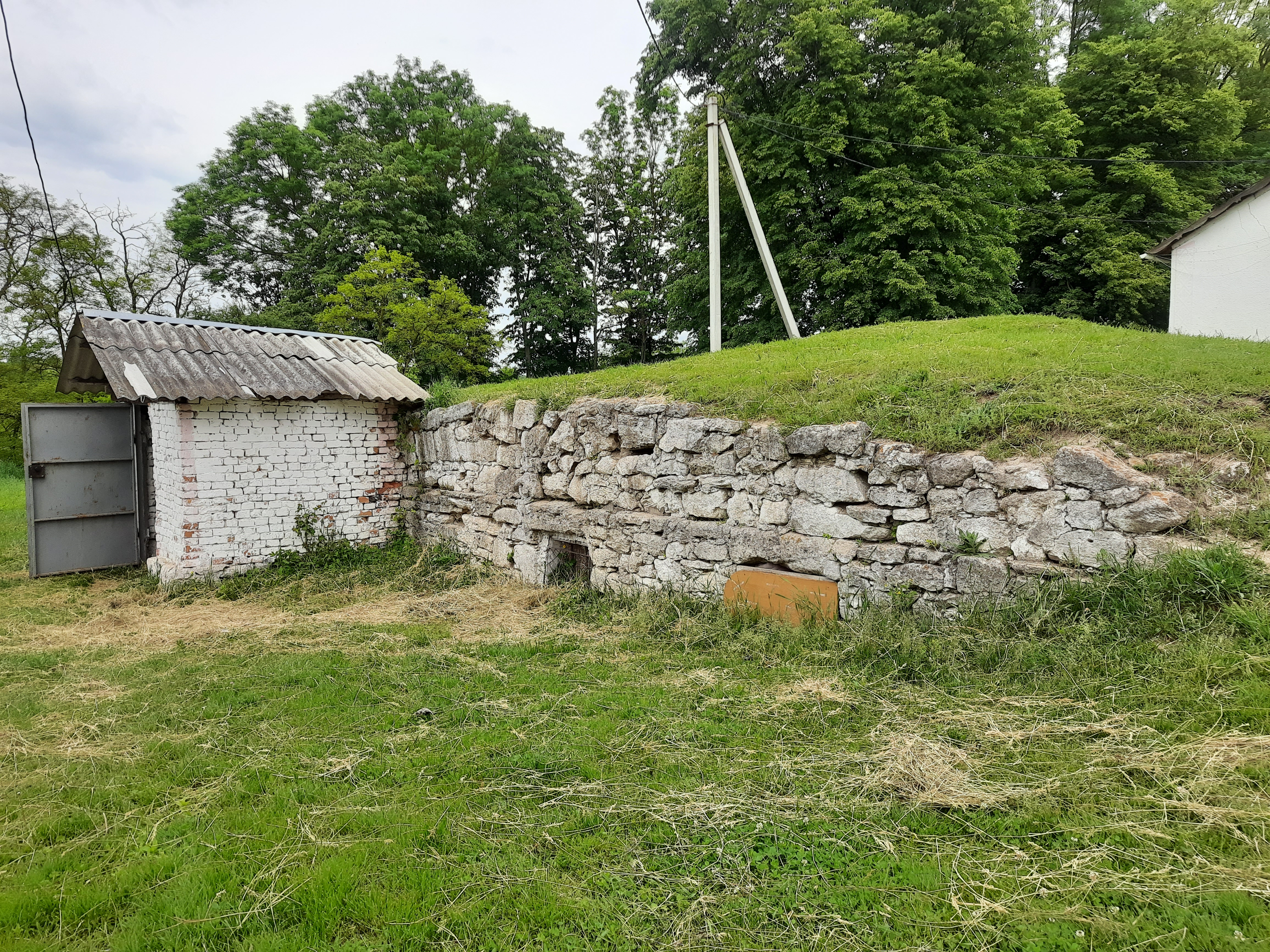
Колишній панський льох
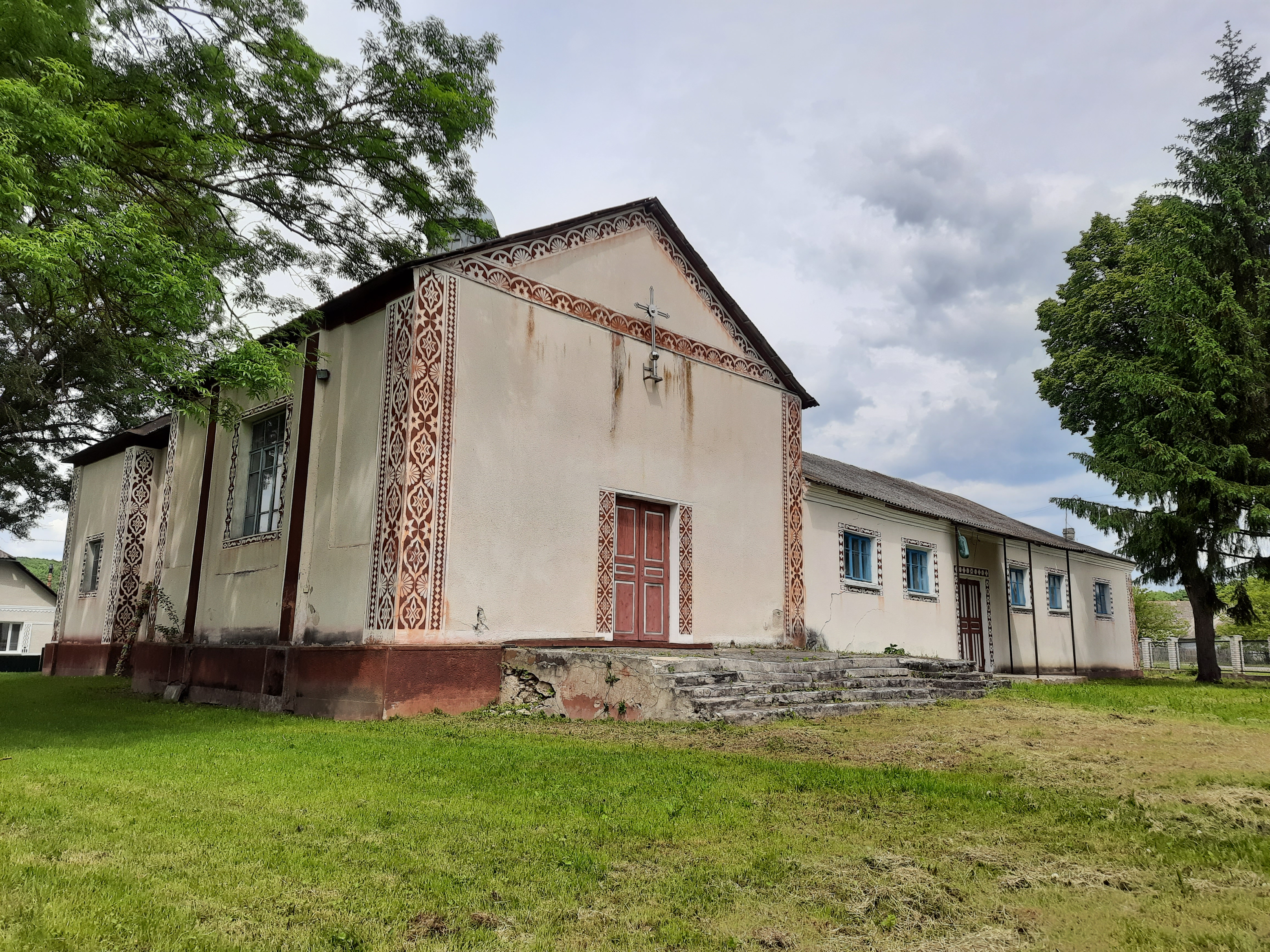
Церква Іоана Богослова
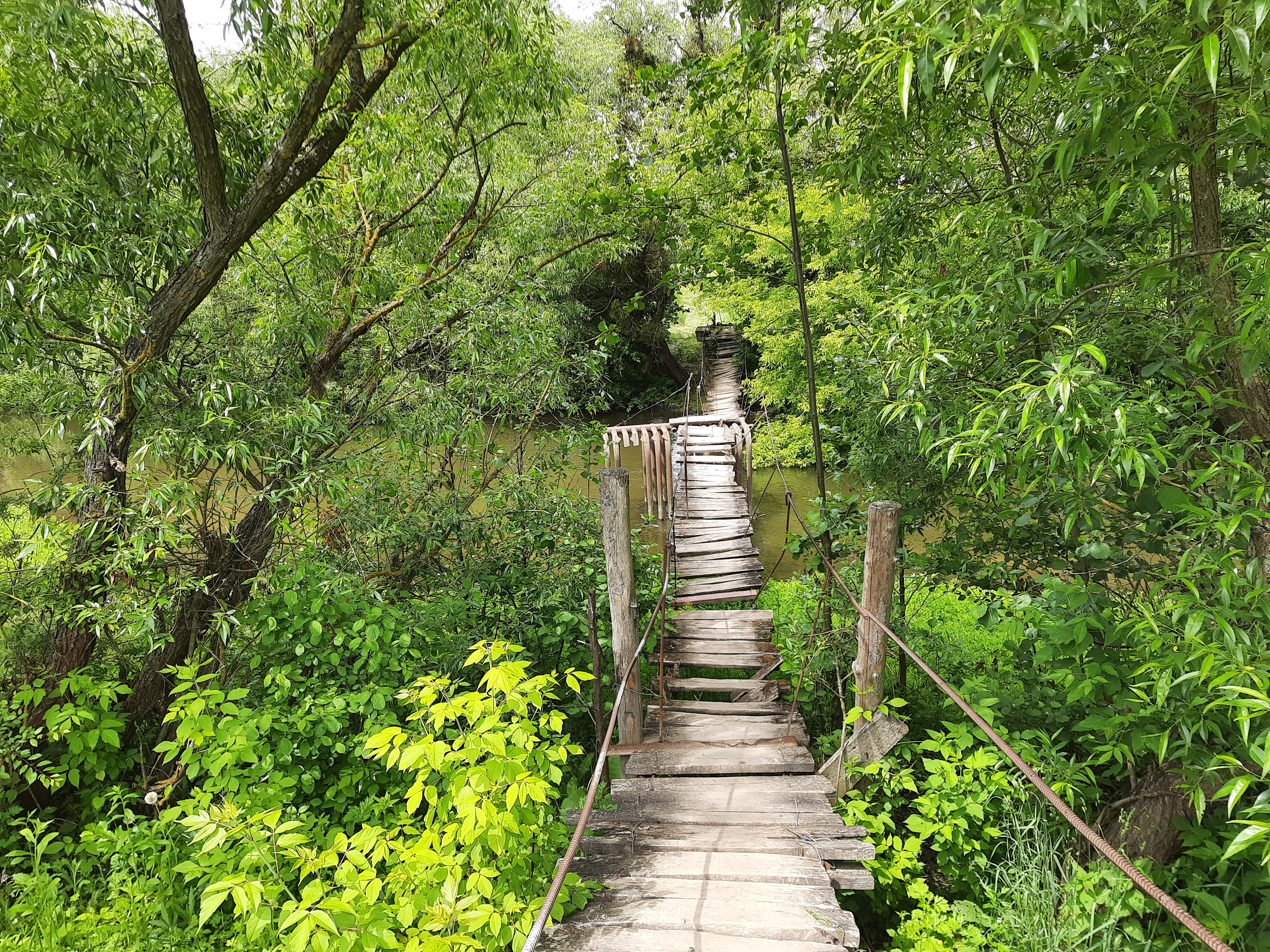
Кладка через Збруч біля села
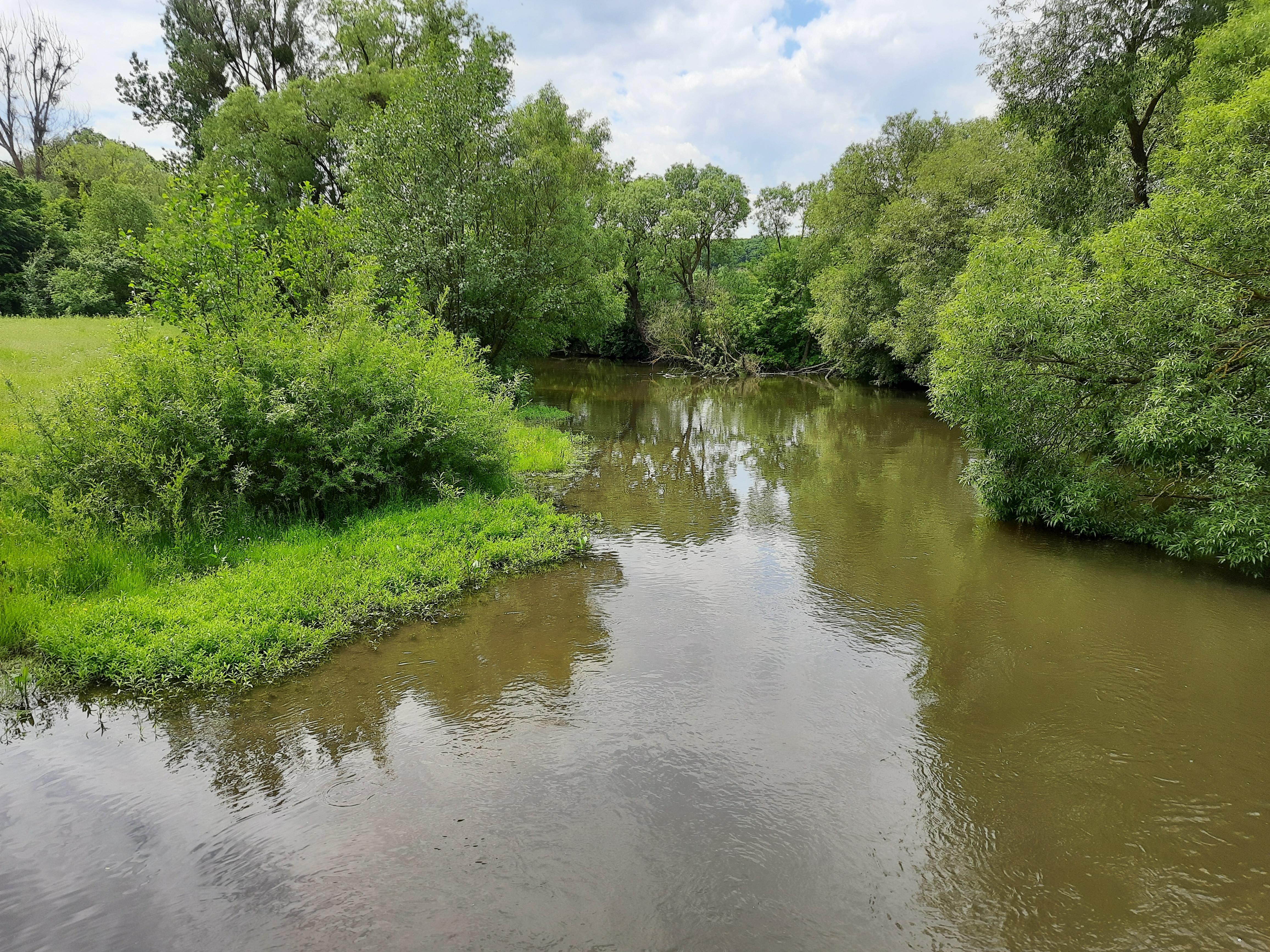
Збруч біля села